# Савезни канцелар Савезне Републике Немачке
Савезни канцелар Савезне Републике Немачке је особа која се налази на челу Савезне владе Савезне Републике Немачке.
Функција је установљена 23. маја 1949. године у Западној Немачкој, чији је први канцелар био Конрад Аденауер. Функција је задржана и након уједињења две Немачке. Актуелни савезни канцелар и прва жена на тој дужности је Ангела Меркел из Хришћанско-демократске уније.

## Савезни канцелари Савезне Републике Немачке (Западне Немачке)
|    | Фотографија | Име                           | Почетак мандата     | Крај мандата      | Политичка странка    |
| -- | ----------- | ----------------------------- | ------------------- | ----------------- | -------------------- |
| 1. |             | др Конрад Аденауер            | 15. септембар 1949. | 16. октобар 1963. | Хришћанске демократе |
| 2. |             | Лудвиг Ерхарт                 | 16. октобар 1963.   | 1. децембар 1966. | Хришћанске демократе |
| 3. |             | Курт Георг Кизингер           | 1. децембар 1966.   | 21. октобар 1969. | Хришћанске демократе |
| 4. |             | Вили Брант                    | 21. октобар 1969.   | 7. мај 1974.      | Социјалдемократе     |
|    |             | Валтер Шел (вршилац дужности) | 7. мај 1974.        | 16. мај 1974.     | Либерали             |
| 5. |             | Хелмут Шмит                   | 16. мај 1974.       | 1. октобар 1982.  | Социјалдемократе     |
| 6. |             | Хелмут Кол                    | 1. октобар 1982.    | 3. октобар 1990.  | Хришћанске демократе |

## Савезни канцелари Савезне Републике Немачке (од уједињења)
|     | Фотографија | Име            | Почетак мандата    | Крај мандата       | Политичка странка    |
| --- | ----------- | -------------- | ------------------ | ------------------ | -------------------- |
| 6.  |             | Хелмут Кол     | 3. октобар 1990.   | 27. октобар 1998.  | Хришћанске демократе |
| 7.  |             | Герхард Шредер | 27. октобар 1998.  | 22. новембар 2005. | Социјалдемократе     |
| 8.  |             | Ангела Меркел  | 22. новембар 2005. | 8. децембар 2021.  | Хришћанске демократе |
| 9.  |             | Олаф Шолц      | 8. децембар 2021.  | 6. мај 2025.       | Социјалдемократе     |
| 10. |             | Фридрих Мерц   | 6. мај 2025.       | Тренутни           | Хришћанске демократе |